# Gnathia gurjanovae
Gnathia gurjanovae is een pissebed uit de familie Gnathiidae. De wetenschappelijke naam van de soort is voor het eerst geldig gepubliceerd in 2006 door Golovan.